# Вентура (Ајова)
Вентура (енгл. Ventura) град је у америчкој савезној држави Ајова. По попису становништва из 2010. у њему је живело 717 становника.

## Демографија
Према попису становништва из 2010. у граду је живело 717 становника, што је 47 (7,0%) становника више него 2000. године.
| Група             | 2000.       | 2010.       |
| Белци             | 664 (99,1%) | 699 (97,5%) |
| Афроамериканци    | 0 (0,0%)    | 0 (0,0%)    |
| Азијати           | 4 (0,6%)    | 4 (0,6%)    |
| Хиспаноамериканци | 2 (0,3%)    | 9 (1,3%)    |
| Укупно            | 670         | 717         |